# 学校法人平成医療学園
学校法人平成医療学園（がっこうほうじんへいせいいりょうがくえん）は、大阪府大阪市に本部を置く学校法人。設立母体は全国柔整鍼灸協同組合。

## 設置する学校
- 宝塚医療大学（兵庫県宝塚市）[3]
- 宝塚医療大学和歌山保健医療学部（和歌山県和歌山市）[3]
- 平成医療学園専門学校（大阪府大阪市）[3]
- 横浜医療専門学校（神奈川県横浜市）[3]
- なにわ歯科衛生専門学校（大阪府大阪市）[3]
- 名古屋平成看護医療専門学校（愛知県名古屋市）[3]
- 日本総合医療専門学校（東京都荒川区）[3]
- 福島医療専門学校（福島県郡山市）[3]
- 平成保育園（大阪府大阪市）[3]
- 宝塚医療大学附属保育園（兵庫県川西市）[3]

### 過去に設置していた学校
- 平成スポーツトレーナー専門学校[4]（大阪府大阪市）
- 和歌山看護専門学校[4]（和歌山県和歌山市）

## 沿革
設立母体は全国柔整鍼灸協同組合であり、柔道整復・はり・きゅう・あん摩マッサージ指圧の施術を行っている治療家たちが、後継者を自らの手で育てようという理念を掲げて設立された。
- 2000年4月 - 厚生大臣から柔道整復師養成施設認可。「平成柔道整復専門学院」を開設[4]。
- 2000年4月 - 大阪府知事から準学校法人認可。「平成柔道整復専門学院」を「平成医療学園専門学校」に改称[4]。
- 2003年4月 - 「平成スポーツトレーナー専門学校」開設[4]。
- 2005年4月 - 「横浜医療専門学院」開設[4]。
- 2007年4月 - 「横浜医療専門学院」を「横浜医療専門学校」に改称[4]。
- 2009年4月 - 学校法人大阪産業大学から「大阪産業大学附属歯科衛生士学院専門学校」の経営を移管し、「なにわ歯科衛生専門学校」に改称[4]。
- 2010年3月 - 「平成スポーツトレーナー専門学校」廃校[4]。
- 2011年4月 - 「宝塚医療大学」開学[4]。
- 2019年4月 - 学校法人河合塾学園から「トライデントスポーツ医療看護専門学校」の経営を移管し、「名古屋平成看護医療専門学校」に改称[4]。
- 2020年4月 - 学校法人日本医科学総合学院との合併を行い、同法人が東京都荒川区で経営していた「日本総合医療専門学校」がグループイン[4]。和歌山県に「宝塚医療大学・和歌山保健医療学部」を設置[4]。
- 2021年4月 - 公益社団法人和歌山県病院協会から「和歌山看護専門学校」の経営を移管[4]。
- 2022年4月 - 和歌山看護専門学校の後継として「宝塚医療大学・和歌山保健医療学部」に看護学科を設置[4]。
- 2023年4月 - 学校法人福寿会との合併を行い、同法人が福島県郡山市で経営していた「福島医療専門学校」がグループイン。宝塚医療大学に「保健医療学部口腔保健学科」を開設[4]。
- 2024年3月 - 「和歌山看護専門学校」廃校[4]。
- 2024年4月 - 宝塚医療大学に「観光学部観光学科」を開設[4]。